# William Seabrook House

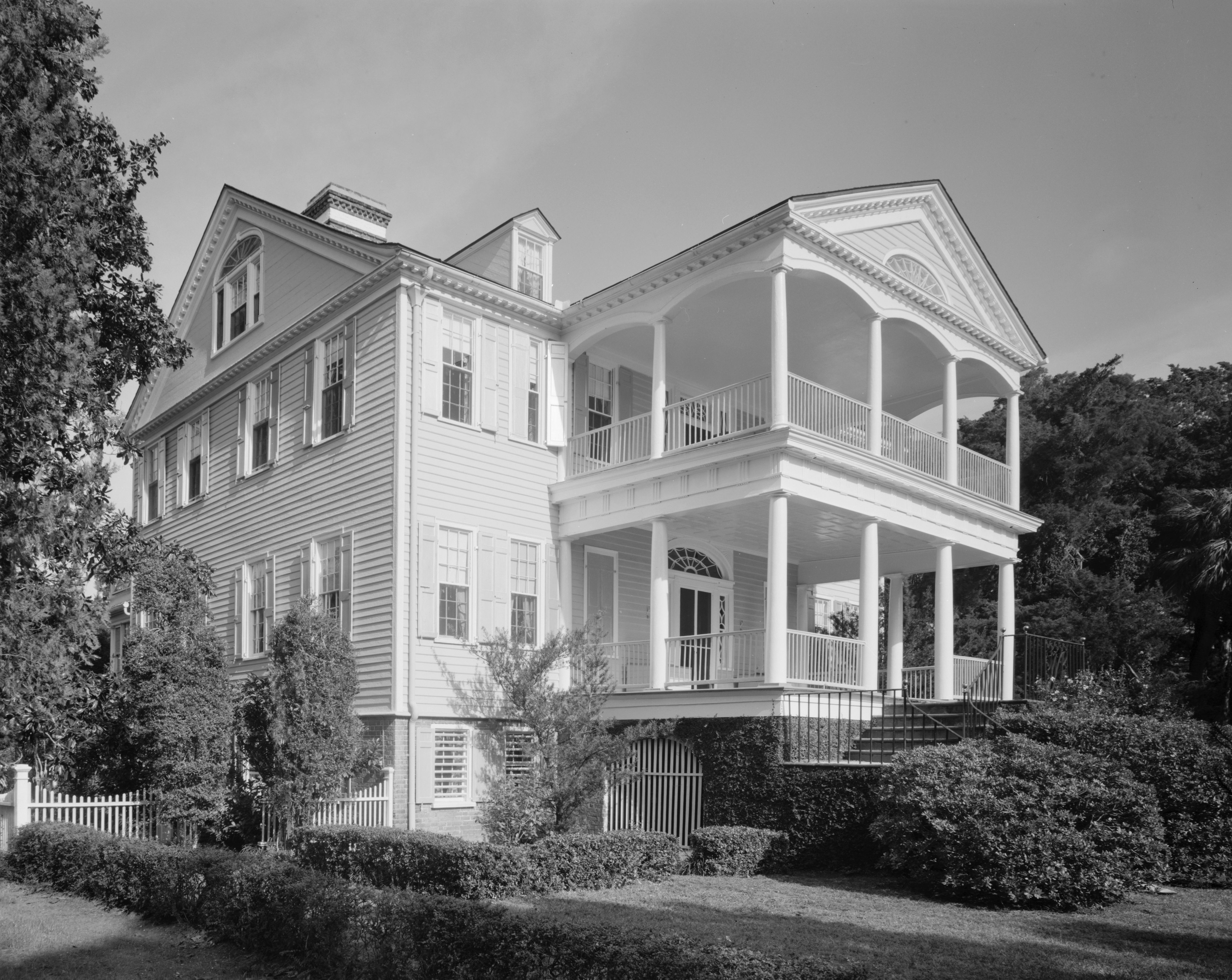
William Seabrook House 1978

Das William Seabrook House oder auch kurz Seabrook
oder auch Dodge Plantation ist ein um 1810 erbautes Haus auf Edisto Island in South Carolina, Vereinigte Staaten, südwestlich von Charleston an der Steamboat Landing Road Extension (South Carolina State Highway 10-768) in der Nähe des Steamboat Creeks. Es wurde am 6. Mai 1971 in das National Register of Historic Places eingetragen.

## Geschichte
William Seabrook war ein Pflanzer von Gossypium barbadense und Miteigentümer der Edisto Island Ferry, zu der auch das Dampfschiff W. Seabrook gehörte. Das Haus wurde um 1810 erbaut. Die Initialen des Eigentümers sind Bestandteil der Eisenarbeiten an der Vordertreppe. Der Überlieferung zufolge wurde das Haus von James Hoban geplant, der auch das Weiße Haus entworfen hatte.
William Seabrook starb um 1837. Seine Witwe lebte noch bis 1854 oder 1855 darin. Dann kaufte es J. Evans Eddings. Am Ende des Sezessionskrieges wurden die Sea Islands unterhalb von Charleston der Unionsarmee überlassen. Das Anwesen wurde durch diese als Hauptquartier für den Stab und als Militärgerichtsgebäude verwendet. Nach dem Ende des Krieges, suchten hier zeitweise freigelassene Sklaven Zuflucht. Um 1875 wurde es verkauft und später durch einen der Nachbesitzer renoviert.

## Architektur
Der Grundriss des Hauses entspricht dem klassischen Bauplan vieler anderer Häuser jener Zeit auf Edisto Island. Es wurde im Early Republic oder Federal Style erbaut, die zweieinhalb in Holzständerbauweise errichteten Stockwerke stehen auf einem erhöhten Fundament. Das Satteldach ist mit Dachgauben durchsetzt. Ein doppelter Portikus ist mit Gesims und halbrunder Lünette, Säulen und einem gebogenen Giebeldreieck ausgestattet. Doppelte Treppen führen zum ersten Stock des Portikus. Die Eingangstüre ist von seitlichen Fenstern und einem halbrunden Oberlicht eingerahmt. Die Fenster im ersten und zweiten Stock sind aufziehbare Sprossenfenster mit zweimal neun Feldern. Ursprünglich hatte das Haus im Erdgeschoss vier Zimmer, die von der zentralen Halle voneinander getrennt wurden. Sie erstreckt sich bis zu dem kleineren Portikus zum Garten hin. Dort führt eine doppelte Treppe zum zweiten Stock zu einem Treppenabsatz auf dem Portikus.